# L'Insoutenable Légèreté de l'être
Pour le film du même nom, voir L'Insoutenable Légèreté de l'être (film)
L'Insoutenable Légèreté de l'être (Nesnesitelná lehkost bytí en tchèque) est le cinquième roman de Milan Kundera, écrit en 1982 et publié pour la première fois en 1984, en France.
L'intrigue, qui se situe à Prague en 1968, s'articule autour de la vie des artistes et des intellectuels, dans le contexte de la Tchécoslovaquie du Printemps de Prague en 1968, puis de l'invasion du pays par l'URSS.

## Personnages principaux
Tomas est un chirurgien tchécoslovaque au début du roman. Intelligent et séduisant, il mène une vie de libertin et ressent un profond vide intérieur. Figure de l'ambiguïté, il se débat avec ses propres contradictions et ses sentiments pour Tereza qui finissent par le hanter.
Tereza est la jeune épouse de Tomas, serveuse puis photographe à Prague. C'est une femme douce et fidèle, elle incarne la morale, prônant l’amour pur.
Sabina est une artiste peintre, maîtresse de Tomas. Elle est une femme indépendante et rebelle qui rejette les conventions sociales et s'engage dans des relations sans attaches. Sabina représente la légèreté et la modernité.
Franz est un intellectuel idéaliste genevois, amant de Sabina. Politiquement engagé et en constante quête de la vérité, il se débat avec des dilemmes moraux. Englué dans un mauvais mariage, il représente la pesanteur et l'attachement à l'ancien monde.

## Thèmes
L'Insoutenable légèreté de l'être traite de plusieurs thèmes, et place, au centre de tout, des personnages incarnant de grandes idées. Parmi eux, Tomas oscille entre le libertin et l'amoureux passionné, alors que Tereza brigue l'amour pur et que Sabina poursuit la légèreté.

### L'éternel retour
Kundera analyse d'abord le concept nietzschéen de l’éternel retour. Sans lui, la fugacité des choses est une circonstance atténuante pour l'homme. « Peut-on condamner ce qui est éphémère ? ». Au contraire, « dans le monde de l’éternel retour, chaque geste porte le poids d’une insoutenable responsabilité. […] Si l’éternel retour est le plus lourd fardeau, nos vies, sur cette toile de fond, peuvent apparaître dans toute leur splendide légèreté. »
Le héros, Tomas, se reproche son indécision, mais se dit finalement que c’est normal de ne pas savoir ce qu'on veut car « on n’a qu’une vie et on ne peut ni la comparer à des vies antérieures ni la rectifier dans des vies ultérieures. »
Il se répète un proverbe allemand : « Une fois n'est pas coutume » et conclut que « ne pouvoir vivre qu’une vie, c’est comme ne pas vivre du tout. »

### Légèreté et pesanteur
Ces deux notions fondent le livre. Elles composent le titre de deux chapitres. Ces concepts, analysés par la remise en question des critères du Parménide (le lourd est négatif, le léger positif), ne sont pas strictement allégoriques. Ils n'ont pas de valeur définitivement attribuée, les personnages s'interrogent successivement sur leur ambiguïté.
Sabina poursuit une quête de la légèreté et de la liberté sentimentale et idéologique. Tomas est plus ambigu. S'il a un goût certain pour les aventures dites « légères », il évite les liaisons durables et veut plutôt saisir l'immensité du monde. Il est pris dans une dualité constante. Il ne pourrait pas en finir avec ses amitiés érotiques, mais dans son cœur il n'y a de la place que pour Tereza. La pesanteur est incarnée par Tereza et Franz. Elle fait s'attacher à des êtres et principes.
La légèreté devient parfois insoutenable au regard de la lourdeur du destin. Selon Kundera, c'est le cas en Occident, au contraire des Soviétiques, qui eux sont d'une telle gravité qu'ils en sont ridicules. Après s'être plutôt concentré sur la gravité dans La Plaisanterie, Kundera se concentre ici sur la dichotomie entre la légèreté et la pesanteur.

### Le kitsch
« Le kitsch, par essence, est la négation absolue de la merde ; au sens littéral comme au sens figuré : le kitsch exclut de son champ de vision tout ce que l'existence humaine a d'essentiellement inacceptable. »
On trouve une critique du kitsch qui est « la station de correspondance entre l'être et l'oubli ». Le kitsch, soit ce qui est beau et 100 % acceptable, est par conséquent très artificiel et on n'en retrouve que par le biais de manipulations, artistiques ou autres.
Kundera le définit comme un voile de pudeur que l'on jette sur la merde de ce monde. Il est utilisé par toutes les grandes idéologies, il existe le « kitsch catholique, protestant, juif, communiste, fasciste, démocratique, féministe, européen, américain, national, international. ».
Le contraire du kitsch se définit par le doute : « Au royaume du kitsch totalitaire, les réponses sont données à l'avance et excluent toute question nouvelle. Il en découle que le véritable adversaire du kitsch totalitaire, c'est l'homme qui interroge ». À la fin du roman (explicit), une antithèse de sens apparaît entre le doute de Tereza sur le fait que Tomas soit heureux et le fait qu'il se trouve dans une maison banale. On retrouve dans leur vie nouvelle une forme de cliché.

### La vie comme partition musicale
« L’être humain, guidé par le sens de la beauté, transforme l’événement fortuit (une musique de Beethoven, un mort dans une gare) en un motif qui va ensuite s’inscrire dans la partition de sa vie. »
Pour Kundera, la vie est comme une partition musicale. L’être s’approprie chaque concept, événement ou objet, en l’associant à son expérience. Une musique de Beethoven, associée à des souvenirs, aura donc une signification différente pour chacun. L'homme compose ainsi une partition qui définit son identité et, plus important encore, ses relations avec les autres.
« Tant que les gens sont plus ou moins jeunes et que la partition musicale de leur vie n'en est qu'à ses premières mesures, ils peuvent la composer ensemble et échanger des motifs (…), mais, quand ils se rencontrent à un âge plus mûr, leur partition musicale est plus ou moins achevée, et chaque mot, chaque objet signifie quelque chose d'autre dans la partition de chacun. »
Les couples coécrivent leurs partitions et renforcent ainsi leur amour. En revanche, si deux adultes se rencontrent à un âge plus avancé, ils auront de grandes difficultés à s'accorder sur la partition de l'autre. C'est pourquoi Franz et Sabina sont confrontés à des malentendus : les différents concepts qu'ils utilisent ont une signification différente sur leur partition respective. Kundera illustre ce point précis dans le chapitre Petit Lexique de Mots Incompris.
Milan Kundera apparaît ici comme profondément pessimiste sur les rapports amoureux.

## Adaptation au cinéma
- 1988 : L'Insoutenable Légèreté de l'être, (The Unbearable Lightness of Being), film américain réalisé par Philip Kaufman, d'après le roman homonyme, avec Daniel Day-Lewis, Juliette Binoche et Lena Olin